# Gà yangnyeom

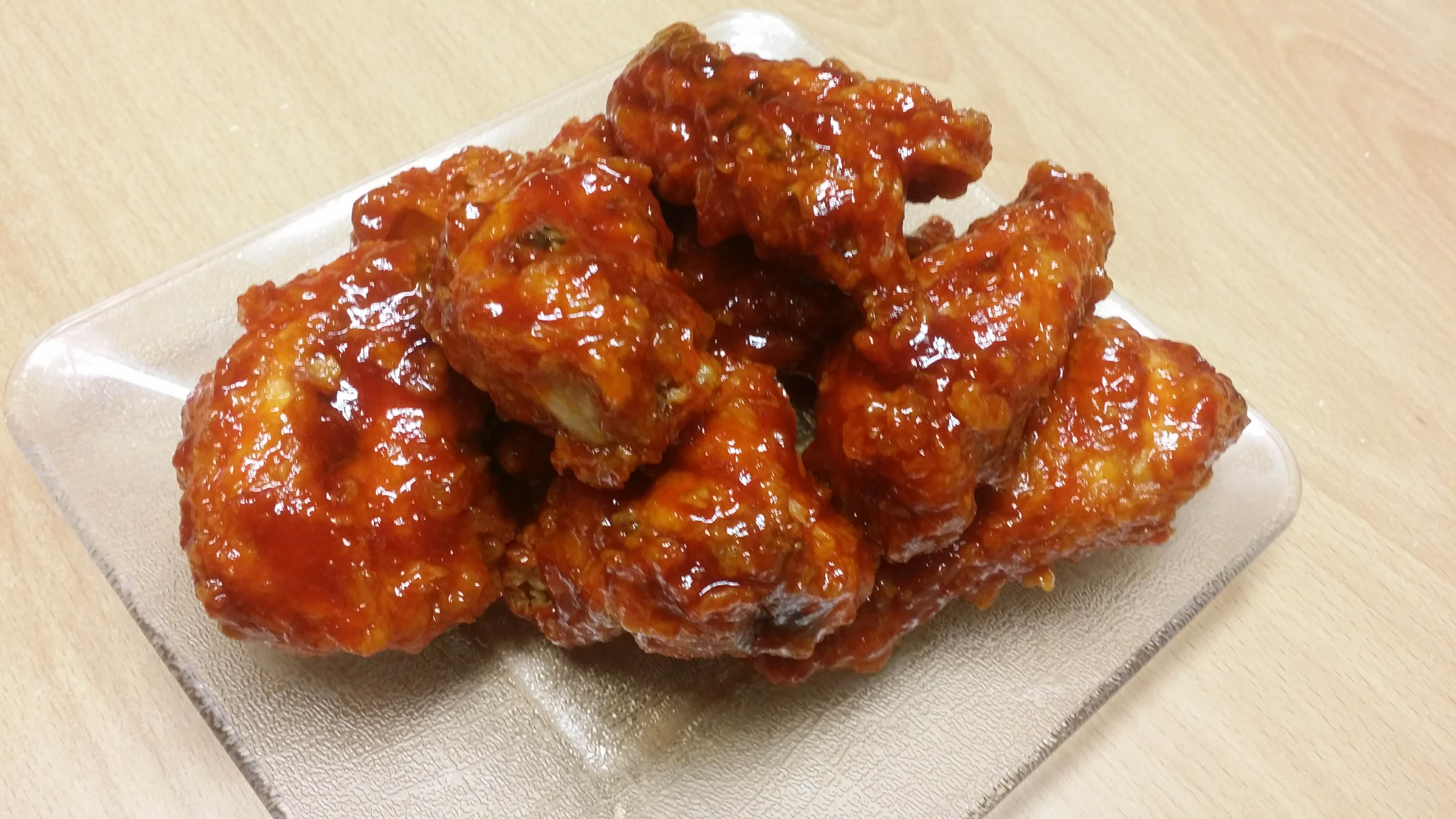
Gà Yangnyeom từ nhượng quyền thương mại BHC

Gà yangnyeom là một loại gà rán của Hàn Quốc ướp với nước sốt cay ngọt làm từ gochujang, tỏi, đường cùng các gia vị khác. Chúng thường được dùng như anju, loại thức ăn nhắm rượu ở Hàn Quốc.
Julia Moskin viết cho tờ The New York Times đã gọi món Gà yangnyeom là "đỉnh cao [của gà rán] kiểu Hàn Quốc".

## Từ nguyên
Từ "chicken" (치킨) ở Hàn Quốc dùng để chỉ gà rán, hoặc đôi khi là gà quay; yangnyeom (양념) trong tiếng Hàn có nghĩa là "ướp gia vị". Do đó, yangnyeom chicken (양념치킨) có nghĩa "gà rán tẩm gia vị" trong tiếng Hàn. Gà rán không tẩm gia vị được gọi là dakgogi-twigim (닭고기 튀김; món rán thịt gà) hoặc gà rán (프라이드치킨). Bên ngoài quốc gia này, gà yangnyeom thường được gọi là gà rán Hàn Quốc.

## Lịch sử
Gà rán trở nên phổ biến ở Hàn Quốc vào những năm 1970, với nhà hàng gà rán đầu tiên là Lim's Chicken được khai trương vào năm 1977.
Nhà phát triển ban đầu của gà yangnyeom, Yoon Jonggye, đã nghĩ ra món ăn trong nhà hàng của mình sau khi phân tích thức ăn thừa của thực khách. Ông nhận thấy rằng lớp vỏ gà rán thông thường quá giòn và làm xước vòm miệng của thực khách, vì vậy ông đã phủ lên gà rán một lớp nước sốt để làm mềm vỏ, từ đó tạo ra công thức cho món gà yangnyeom. Tuy nhiên, món ăn lại được thương mại hóa bởi Yang Heekwon, người thành lập chuỗi nhà hàng Pelicana Chicken. Ban đầu, khách hàng không muốn mua gà yangnyeom. Các phần thức ăn miễn phí đã được trao cho khách hàng như một phần của chiến dịch marketing, giúp tăng đáng kể doanh số bán hàng trong hai tháng. Một điệp khúc quảng cáo của Pelicana với sự góp mặt của diễn viên hài nổi tiếng Choi Yang-rak đã góp phần củng cố cho sự nổi tiếng của món gà. Việc đặt tên và nhãn hiệu của yangnyeom đã là chủ đề tại các tòa án Hàn Quốc vào những năm 1990, đỉnh điểm là phán quyết năm 1997 của tòa án tối cao.
Các nhà hàng gà Yangnyeom đã trở nên nổi tiếng và được mở cửa ở những quốc gia khác, bao gồm Hoa Kỳ, Úc, Đài Loan, Trung Quốc, Philippines, Malaysia, Myanmar, Singapore và Việt Nam.

## Chế biến và phục vụ

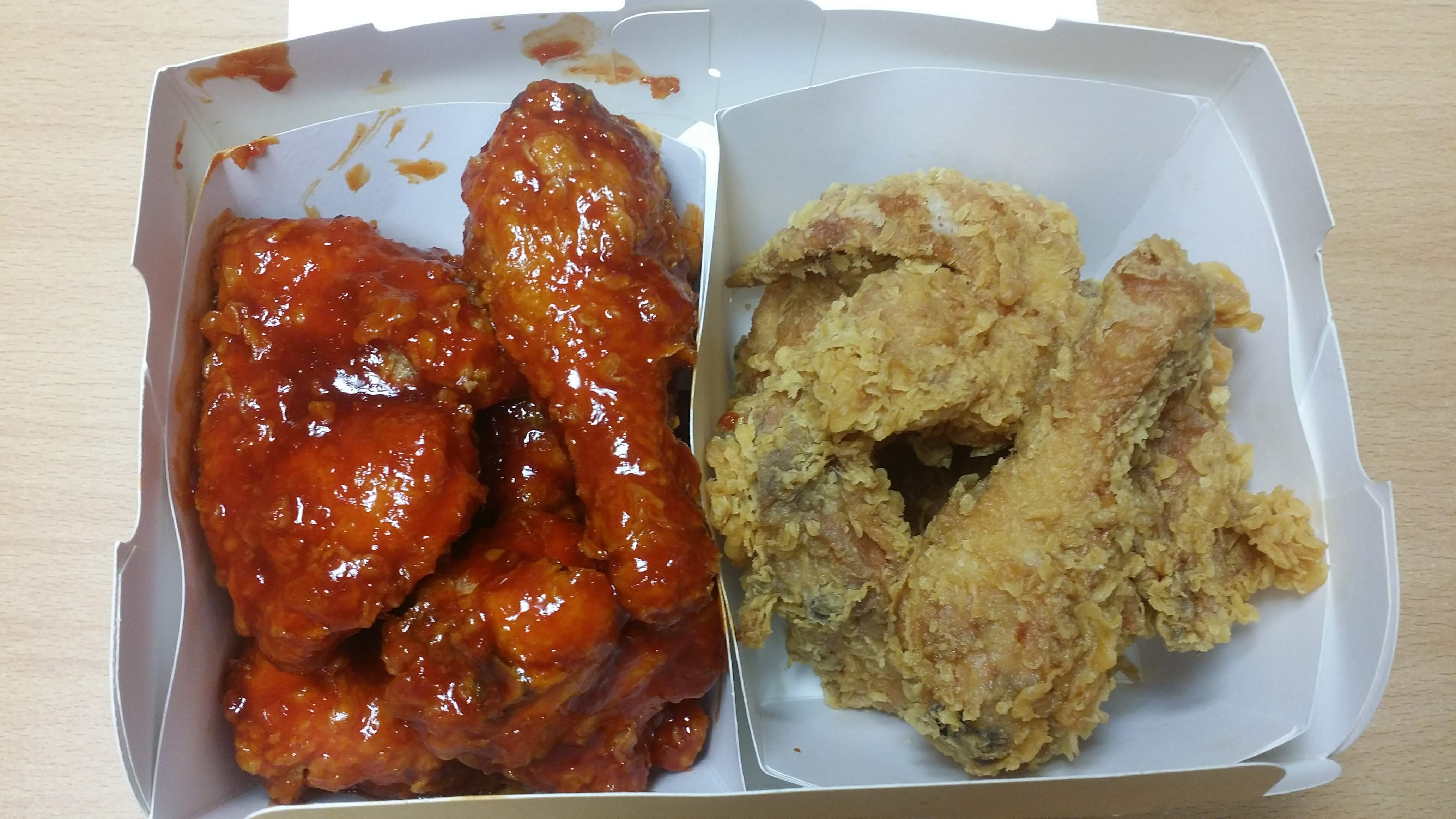
Hộp đựng nửa gà yangnyeom, nửa gà rán của BHC

Người chế biến chặt gà hoặc rút xương thành miếng vừa ăn, đem đi ướp với muối và bột tiêu đen. Đôi khi cheonju (rượu gạo) hoặc bột cà ri được thêm vào để khử mùi nồng của gia cầm. Người chế biến phủ lên gà một lớp bột nhão làm từ trứng và tinh bột rồi chiên ngập dầu hai lần, với lớp vỏ "mỏng, sần sùi và gần như trong veo", theo Moskin. Gà sau đó được phủ lên một lớp nước sốt. Đôi khi món ăn được rắc đậu phộng băm nhỏ, hạt mè, tỏi băm nhỏ, hoặc hành lá cắt lát. Ngoài ra, củ cải muối cũng là một món ăn kèm phổ biến.
Nước sốt của gà được làm từ xi-rô tinh bột hoặc mứt dâu tây, tương cà, gochujang, nước tương đen, tỏi băm, ớt đỏ xay, đường nâu, đôi khi là các gia vị khác rồi đun sôi một thời gian ngắn để đặc lại. Các loại nước sốt thị trường cũng có sẵn cho món ăn.
Việc phủ nước sốt khiến lớp vỏ của gà yangnyeom bị sũng nước rất nhanh; nên ăn ngay sau khi mua trừ khi người ăn thích lớp vỏ ẩm hơn là giòn. Gà Yangnyeom có xu hướng phổ biến đối với những người không thích hương vị dầu mỡ của gà rán. Mặt khác, những người không thích vị ngọt hoặc lớp vỏ ngoài mềm nhũn lại thích ăn gà rán. Lại có những kiểu người muốn cả hai kiểu gà, gọi là "banban" (반반; half-and-half), nghĩa là "một nửa Gà yangnyeom, một nửa gà rán", cũng xuất hiện phổ biến ở Hàn Quốc.
Việc cho thêm nước sốt làm cho món gà yangnyeom có giá thành chế biến đắt hơn một chút so với gà rán. Một số nhà hàng đã cố gắng cắt giảm chi phí bằng cách chiên gà trong dầu ăn cũ hoặc sử dụng thịt kém chất lượng hoặc hết hạn sử dụng, sau đó sử dụng nước sốt để che mắt khách hàng.

## Thông tin dinh dưỡng
Theo Cơ quan Người tiêu dùng Hàn Quốc, một con gà yangnyeom nguyên con chứa đến 2.700–2.900 calo, nhiều hơn một con gà rán, vì nước sốt thêm vào món gà chứa khoảng 1.000 calo.